# YouPorn
YouPorn ist ein Videoportal, über das sowohl professionelle Anbieter als auch Amateure pornographische Videos verbreiten können. Die Plattform ist seit August 2006 online, gehört seit 2011 zu Aylo (vormals Mindgeek) und wird von der Tochtergesellschaft Aylo Freesites Ltd. mit Sitz in Zypern betrieben.

## Konzept
Vorbild des Formats ist das Videoportal YouTube. YouPorn ermöglichte den Besuchern der Website, Videos hochzuladen, die nach redaktioneller Überprüfung freigeschaltet wurden. Von der Mehrzahl der damaligen Pornoseiten im Netz unterschied sich YouPorn durch das kostenfrei nutzbare Angebot sowie der an Youtube angelehnten und explizit angebotenen Option, eigene Filme zu veröffentlichen. Eine Studie über bei YouPorn veröffentlichte Amateurpornografie ergab, dass tatsächlich relevante Mengen an nutzergenerierten Inhalten angeboten wurde. Die Qualität der Clips war technisch oft mangelhaft, die inszenierte Situation deutlich zu bemerken.
Das Übernehmen typischer Web-2.0-Strukturen wie die Verschlagwortung (Taggen) und Kategorisierung von Inhalten wurden mit YouPorn auch auf pornografischen Webseiten popularisiert. Auch das Hinterlassen von Nutzerkommentaren bei den Videos war ursprünglich erlaubt. Noch 2013 wurde festgestellt, dass Nutzer auf YouPorn in erster Linie die direkt verfügbaren Clips auf der Startseite nutzten. Verstärktes Einsortieren in verschiedene Kategorien verbesserte hingegen die Reichweite der so ausgezeichneten Clips.
Die freigeschalteten Videos enthalten Ausschnitte aus kommerziellen Pornofilmen, Werbespots für pornografische Websites und Amateurvideos. Bis 2023 betrieb YouPorn eine kostenpflichtige Premiumseite, auf der unter anderem mehr als 21.000 Porno-DVDs abrufbar waren (Stand: Januar 2016). Diese Plattform wurde zugunsten der Aylo-Tochterplattform Spicevids.com eingestellt.
Neben dem Videoangebot unterhält YouPorn Chaträume, Cam-Chat-Shows und eine pornografische Textsammlung. YouPorn ist kostenlos und wird teilweise durch Bannerwerbung oder Affiliatelinks finanziert.
Mitte 2008 wurde eine mobile Version für Mobiltelefone eingeführt. Inzwischen ist die Site komplett mobile nutzbar.

## Reichweite
2015 war YouPorn (Stand: 26. September 2015) nach Angaben des Dienstes Alexa Internet auf Rang 162 der am häufigsten abgerufenen Websites weltweit und in Deutschland auf Rang 39. 2025 listete Similarweb die Seite mit 165 Millionen Besuchen im Monat auf Platz 165 weltweit.

## Betreiber
Die Betreiber von YouPorn waren zunächst anonym; verschiedene Berichte deuten aber auf einen Sitz des Unternehmens in Kalifornien oder Deutschland hin. Im Dezember 2005 wurde die Domain youporn.com von einer Firma in Kalifornien registriert. Auf der Seite selbst war lediglich eine E-Mail-Adresse als Kontaktmöglichkeit zu den Betreibern hinterlegt, was nach kalifornischem Recht möglich war. Im Oktober 2007 berichtete Vivid Entertainment, dass sich im Mai des Jahres ein Stephen Paul Jones an das Unternehmen gewandt habe und behauptete, er besitze YouPorn zusammen mit Zach Hong, einem Malaysier, der in Australien lebt. Seine Anteile wolle er für 20 Millionen US-Dollar verkaufen. Später nahm Jones seine Behauptung zurück und gab stattdessen an, dass YouPorn von einem Deutschen gegründet worden sei und geführt werde.
Im Oktober 2008 kritisierte NZZ Folio diese Berichte und gab als Ergebnis ihrer Recherchen an:

„Unklar ist weiterhin, wer wirklich hinter Youporn steht. Besitzerin der Internetdomain ist gemäß World Intellectual Property Organisation eine ‚Midstream Media International NV‘ mit Sitz in Curaçao auf den niederländischen Antillen. Juristisch vertreten wird die Firma von ‚Jeffrey Parker and Company‘ in London. Gehostet wird die Internetseite nach Angaben des Bundesamts für Polizei, das die Entwicklung der Gratispornoanbieter im Internet genau beobachtet, auf Servern in den USA. […] Gut möglich, dass der Porno-Tycoon Steve Hirsch selbst an Youporn beteiligt ist und die ‚Portfolio‘-Story nur eine geschickte PR-Aktion war, zur Untermauerung der ‚Amateur‘-Legende und zum Erregen von Aufmerksamkeit – im unendlichen Datenmeer ein wichtiger Marktfaktor.“

 Seit 2011 ist bekannt, dass das in Luxemburg gemeldete Unternehmen Manwin (seit 2013 MindGeek) die Web-2.0-Pornoplattformen Youporn, Pornhub, XTube und Extremetube betreibt, das unter anderem auch professionelle Angebote wie Brazzers, Wicked Pictures, Digital Playground und Mofos publiziert, die von den Besuchern der firmeneigenen kostenlosen Tube-Seiten profitieren. Gründer von Manwin war Fabian Thylmann, der die vorgenannten Seiten im März 2010 über den Kauf der Firmen Interhub, Betreiber von Tube-Seiten wie YouPorn, und Mensef, Betreiber von professionellen Angeboten, erworben und zusammengeführt hatte. Er verkaufte im Oktober 2013 alle Anteile. 2023 wurde Manwin vom Private-Equity-Unternehmen Ethical Capital Partners aufgekauft und in Aylo umfirmiert.

## Sperrungen
Von April 2007 bis längstens November 2012 wurde YouPorn durch die deutsche Version von Google nicht indiziert. Zwischen dem 11. und 17. September 2007 sperrte der deutsche Internetzugangsanbieter Arcor den Zugriff auf diese und zwei weitere Websites mit frei zugänglichem pornografischem Material für alle seine 2,4 Millionen Kunden sogar vollständig. Nach Auskunft Arcors erfolgte die Sperrung freiwillig auf die Aufforderung eines Anbieters kostenpflichtigen pornografischen Materials mit der Begründung, die betroffenen Seiten verstießen gegen deutsches Recht zum Jugendmedienschutz, indem sie einen Zugang ohne Altersnachweis ermöglichten. Die Sperrung wurde wieder aufgehoben, nachdem klar wurde, dass durch die Sperrung der IP-Adressen der gesperrten Seiten auch viele weitere Angebote ohne pornografische Inhalte betroffen waren.
Am 19. Oktober 2007 erwirkte die Kirchberg Logistik GmbH (die selbst eine Website mit pornografischen Inhalten betreibt) vor dem Landgericht Frankfurt am Main eine einstweilige Verfügung, nach der Arcor den Zugang zu der Website blockieren muss, wobei Arcor diese Sperre mittels DNS-Manipulation realisierte. Es folgten Abmahnungen gegen 19 weitere deutsche Internetdienstanbieter, die jedoch nicht zu Zugangssperrungen führten. Gegen die Freenet-Tochter KielNET und Tele2 wurden einstweilige Verfügungen beantragt, um sie analog zu Arcor zur Sperrung zu zwingen. Am 23. November 2007 lehnte das Landgericht Kiel die von Kirchberg Logistik beantragte einstweilige Verfügung mit der Begründung ab, die Bereitstellung eines Internetzugangs sei inhaltsneutral, KielNET demnach nicht für den Inhalt der Seiten verantwortlich. Arcor entschied am Tag zuvor, gegen die erwirkte einstweilige Verfügung rechtlich vorzugehen, da man nicht als einziger Provider zur Sperrung verpflichtet sein wolle. Am 12. Dezember 2007 wies auch das Landgericht Düsseldorf den Antrag auf Erlass einer Einstweiligen Verfügung gegen Tele2 zurück und verneinte eine Verkehrssicherungspflicht von Internetzugangsanbietern. Im weiteren Verlauf verweigerten die dritte Zivilkammer des Landgerichts Frankfurt am Main sowie das Oberlandesgericht Frankfurt am Main eine von ueber18.de-Geschäftsführer Tobias Huch als Protest gegen die Sperrungsverfügung der sechsten Zivilkammer und deren Auswirkungen auf die Rezipientenfreiheit beantragte einstweilige Verfügung gegen Arcor, die Arcor zur Sperrung der Suchmaschine Google verpflichten sollte, weil auch Google wie YouPorn den Zugriff auf eine Vielzahl von pornografischen Inhalten ohne ausreichende Altersverifikation ermögliche. Am 8. Februar 2008 folgte die 12. Zivilkammer des Frankfurter Landgerichts der Argumentation des Oberlandesgerichts und hob im Hauptsacheverfahren die gegen Arcor erwirkte Sperrungsverfügung wieder auf, woraufhin Arcor die installierte DNS-Sperre von YouPorn entfernte.

## Kontroversen

### History Hijacking
Forscher der University of California dokumentierten 2010 in einer Studie, dass unter anderem die Betreiber von Youporn mit sogenanntem „History Hijacking“ das Surfverhalten ihrer Nutzer ausspionieren. Ebenso könne von Dritten durch History Stealing Benutzerinformationen gesammelt werden. Daraufhin wurde gegen Midstream Media bei einem Bezirksgericht in Kalifornien eine Klage aufgrund Computerspionage und unlauteren Wettbewerbes eingereicht.

### Sicherheitslücken 2012
Im Frühjahr 2012 geriet der Eigentümer der Internetplattform durch den wiederholten Diebstahl von Nutzerdaten durch Hacker in die Schlagzeilen. Im Februar war das selbstständige Forum der Internetplattform, der YP Chat, direkt betroffen. Dabei wurden die Passwörter und E-Mail-Adressen von über 6.000 Nutzern gestohlen. Mindgeek (bis 2013 Manwin) distanzierte sich von der Verantwortung und beschuldigte die unzulänglichen Sicherheitsmaßnahmen des für das externe Forum beauftragten Fremdunternehmens. Im Folgemonat war das Unternehmen erneut betroffen, als die bis dato unbekannte Hackergruppe The Consortium in Anspruch nahm, die Daten von über 73.000 Abonnenten der Website Digital Playground, darunter 40.000 Kreditkartendaten, entwendet zu haben. Mindgeek erklärte daraufhin, den Dienst erst am 1. März übernommen zu haben. Die Angriffe seien bereits davor geschehen. Die Kontroverse um mangelnden Datenschutz bei Manwin führte schließlich zu einem deutlichen Einbruch der Zugriffe auf YouPorn.

### .xxx-Domain
Im Zuge der Einführung der Top-Level-Domain .xxx führten die Betreiber von YouPorn eine Klage gegen die Internet-Verwaltung ICANN. Im August 2012 bestätigte dabei ein US-Gericht, dass dabei Wettbewerbs- und Kartellrecht zur Anwendung kommt.

## Marketing

### Soziale Medien
YouPorn ist in verschiedenen sozialen Medien aktiv. Unter dem Namen YouPorn Katie wirbt die Plattform auf Twitter unter anderem für einzelne Videos, Darstellerinnen oder Werbeaktionen. Das Angebot wird durch mitunter sexuell konnotierte Memes aufgelockert, wobei der Kanal von den lockeren Regelungen zu pornographischen Inhalten profitiert. Auf dem Online-Dienst Instagram pflegt YouPorn ebenfalls einen eigenen Kanal, der durch den restriktiveren Umgang mit Nacktheit jedoch keine Nacktfotografien oder pornographischen Inhalte verbreitet. Mit einem eigenen Account unter dem Namen officialyouporn ist die Plattform auch in dem Instant-Messaging-Dienst Snapchat aktiv.

### Team YP
YouPorn bietet sich seit Juli 2014 als Sponsor von E-Sport-Clans in Disziplinen wie League of Legends oder Dota 2 an. Am 3. Dezember gab YouPorn die Verpflichtung eines spanischen Rosters in Dota 2, das seitdem als Team YP antritt, bekannt. Auch in Super Smash Bros. Melee nahm das Team YP im Juni 2015 mit dem US-amerikaner Jason „Bizzarro Flame“ Yoon einen weiteren E-Sportler unter Vertrag. Im November 2015 verpflichtete sich Team YP mit Team Phenomenon und Team NewEra in Counter-Strike: Global Offensive sowohl ein Männer- als auch ein Frauenteam aus der GUS-Region. 2016 kündigte die Electronic Sports League die Zusammenarbeit mit dem Team, da die Regeln Sponsoren aus den Branchen der Pornographie und Erwachsenenunterhaltung verbiete.